# Шадурський Борис Костянтинович
Борис Костянтинович Шадурський (нар. 30 січня 1948, Ярославль, Російська РФСР, СРСР) — радянський і білоруський кінорежисер і кіноактор.

## Життєпис
Народився 30 січня 1948 року у Ярославлі (Росія) в родині військовослужбовця. Закінчив режисерський факультет Всесоюзного державного інституту кінематографії (1971, курс С. Герасимова та Т. Макарової). Працював режисером кіностудії «Білорусьфільм».
Поставив стрічки: «Перед першим снігом» (1972, к/м), «Червоний агат» (1973, к/а, новела «Аннушка»), «Факт біографії» (1975), «Задача з трьома невідомими» (1979, т/ф, 2 с.), «Контрольна зі спеціальності» (1981), «Водій автобуса» (1983, т/ф, 2 с.), «Друзів не вибирають» (1985, т/ф, 4 с.), «Ятринська відьма» (1991), «Аз воздам» (1993), «Тюряга» (1998, Приз «Бронзовий Витязь» VIII Міжнародного кінофестивалю «Золотий Витязь», Смоленськ, 1999).
Знявся у фільмах: «У озера» (1969, реж. С. Герасимов), «Гладіатор за наймом» (1993, Білорусь—Україна, реж. Д. Зайцев), «Шанувальник» (1999, Росія, реж. М. Лебедєв), «Чоловіки не плачуть» (2004, Росія, т/ф, 20 с., реж. С. Бобров).